# Wim Landman
Willem „Wim” Landman (ur. 13 kwietnia 1921 w Rotterdamie, zm. 27 czerwca 1975 tamże) – holenderski piłkarz grający na pozycji bramkarza. W swojej karierze rozegrał 7 meczów w reprezentacji Holandii.

## Kariera klubowa
W swojej karierze piłkarskiej Landman grał w klubach: Neptunia Rotterdam (1948–1949), Sparta Rotterdam (1949–1954) i Holland Sport z Hagi (1954–1962).

## Kariera reprezentacyjna
W reprezentacji Holandii Landman zadebiutował 15 listopada 1952 roku w zremisowanym 2:2 towarzyskim meczu z Anglią, rozegranym w Kingston upon Hull. Wcześniej, w 1948 roku, był w kadrze Holandii na igrzyska olimpijskie w Londynie. Z kolei w 1952 roku został powołany do kadry na igrzyska olimpijskie w Helsinkach. Od 1952 do 1956 roku rozegrał w kadrze narodowej 7 meczów.
W 1975 popełnił samobójstwo.